# Sayyid Khalid ibn Barghash
Sayyid Khalid ibn Barghash al Bu Said, född 1874 i Zanzibar, död 1927 i Mombasa, Kenya, Han var son till Sayyid Barghash ibn Said, och utropade sig som sultan av Zanzibar, efter sin farbror Sayyid Hamid ibn Thuwaynis död 25 augusti 1896, men tvingades efter två dagar som sultan, att fly till Dar es-Salaam.